# Facidia megastigma
Facidia megastigma là một loài bướm đêm trong họ Erebidae.